# 파인애플 커터
파인애플 커터(pineapple cutter)는 파인애플 속살을 도려내는 데에 사용할 수 있는 도구이다.

## 사용법
파인애플의 잎이 달린 윗부분을 평평하게 칼로 잘라낸 다음 파인애플 커터를 코르크 마개를 뽑을 때처럼 과실 위로 누르며 돌린다. 과실 잘라내기는 세 단계로 이루어지는데, 중앙의 둥근 통은 과실을 중앙의 단단한 줄기와 떼어 놓고, 밑부분에 있는 나선형 칼은 과실을 일정한 크기로 수평으로 자르며, 수직으로 난 바깥쪽 칼은 회전하면서 껍질 부분과 과실을 분리한다. 나선 모양의 칼은 일종의 받침대 역할을 하여 잘라낸 부분을 들어올릴 수 있게끔 한다. 사용 도중 칼이 박혀 움직이지 않을 경우에는 돌림 손잡이를 분리해 이미 잘린 과육을 위로 빼어 내면 된다.

파인애플 커터
파인애플 과육을 잘라낸 후
남은 껍질과 줄기 부분
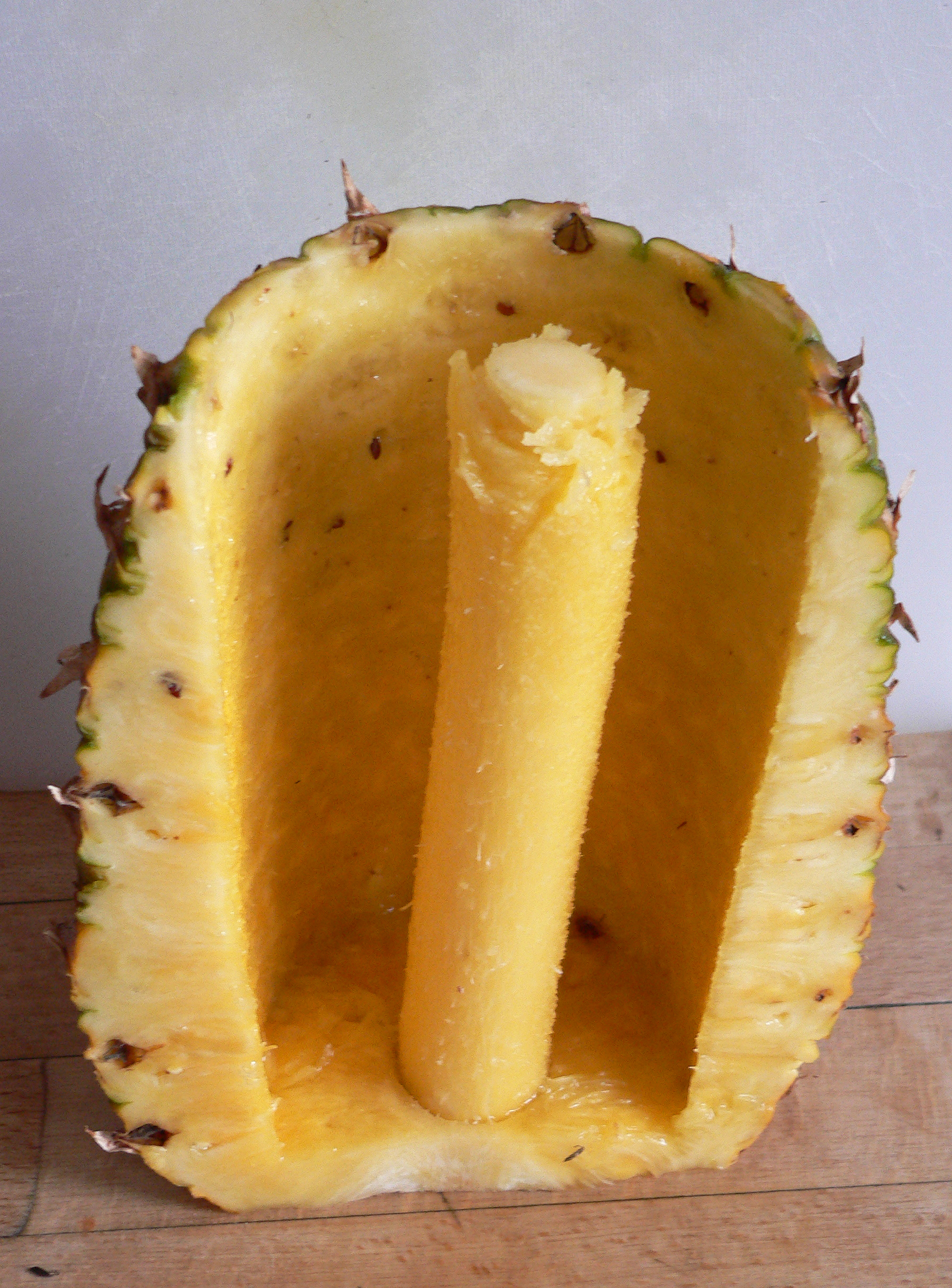
남은 부분을 토막낸 후